# Aspidoscelis motaguae
Aspidoscelis motaguae là một loài thằn lằn trong họ Teiidae. Loài này được Sackett mô tả khoa học đầu tiên năm 1941.

## Hình ảnh

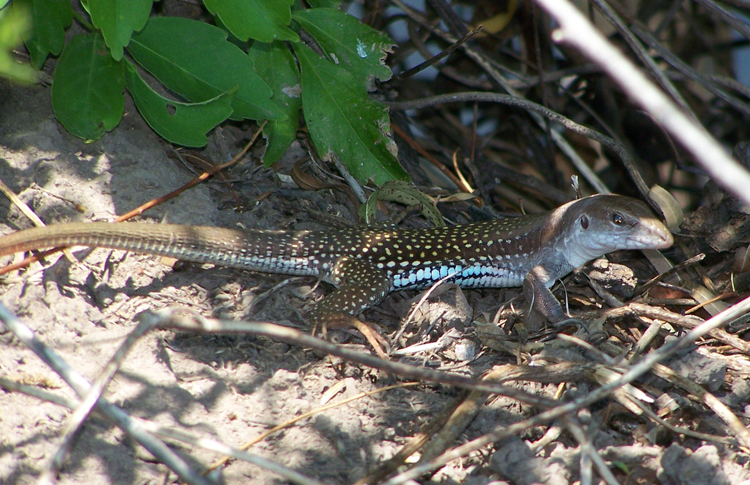
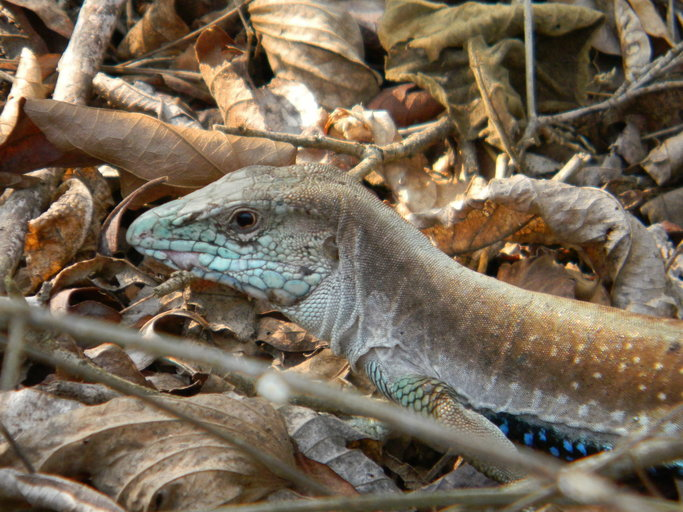